# Szilágy (1882–1883)
Szilágy a fost un ziar editat de Sámuel Arday Balogh în Zalău, comitatul Sălaj din noiembrie 1882.